# زنان در جنبش مشروطه
زنان ایرانی در مبارزات مشروطیت فعالانه شرکت داشتند و از حدود سال ۱۲۸۵ سازمان‌های زنان شکل گرفتند و در مشروطه خواهی شرکت کردند. اما این جنبش ملی زنان، یک خرده جنبش و بخشی از جنبش بزرگ ملی ایران با هدف استقلال کشور و اجرای قانون اساسی بود. مشارکت زنان در این وقایع سیاسی خودجوش بود و از احساسات ملی‌گرایانه جدید آن‌ها و تمایلِ به رسمیت شناخته شدن نیرو می‌گرفت.
تشکل‌های زنان در انقلاب مشروطیت که در دوره اوّل انقلاب مشروطیت در ایران در دفاع از انقلاب مشروطیت و احقاق حق برابری و رفع ستم بر زنان به وجود آمدند متنوع و بی‌شمار بودند.
در جریان تحولات سیاسی انقلاب مشروطه فعالیت بیرونی* زنان بیشتر شد. انجمن‌های خصوصی و سازمان‌های مخفی ایجاد کردند، در تظاهرات شرکت کردند، و برای مشروطیت هم به مبارزه‌های مسلحانه و هم اقدامات غیرخشونت‌آمیز پرداختند. هرچند که سرانجام در قانون اساسی مشروطه (۱۲۸۵) بسیاری از حقوق زنان نادیده گرفته شد (قوانین ازدواج، طلاق، سرپرستی فرزند و…) و زنان را در کنار مهجوران و مجرمان از حق رای محروم کرده بود.

## پیشینه
در دوران قاجار نگرش زنان به وضعیت خود پذیرش سرنوشت و تسلیم بود. به دختران از کوچکی ساکت نشستن و تحرک کم، سؤال نکردن و اطاعت کردن از مردان -حتی برادر کوچک‌تر خود- آموزش داده می‌شد. این الگوی جامعه‌پذیری تا دوره‌های بعد نیز ادامه یافت.
در این دوران هیچ گروه اجتماعی نمی‌توانست از حقوق و منافع خود دفاع کند که با جداسازی جنسیتی شدیدی که در این دوران وجود داشت *، در مورد زنان شدیدتر می‌شد زیرا آن‌ها هم با این محدودیت‌های شدید مواجه بودند و هم از ارتباط و تأثیر متقابل با محیط بیرون از خانه محروم بودند.

## آغاز مشروطیت
در مراحل ابتدایی انقلاب مشروطه (اواخر دهه ۱۲۷۰ – اوایل دهه ۱۲۸۰) زنان بیشتر تحت تأثیر روحانیان بودند و به دلیل حمایت آنان از مشروطیت، از خانه‌هایشان بیرون آمدند و در تظاهرات و رفتارهای دیگری که غیرزنانه تلقی می‌شد شرکت می‌کردند، مانند جریان «شورش نان». کم‌کم حرکت زنان محسوس‌تر شده و استقلال بیشتری یافت. آن‌ها انجمن‌ها و دوره‌های خصوصی برپا می‌کردند و آگاهی اجتماعی و فعالیت غیرخانگی‌شان بالاتر می‌رفت.
برخی از انجمن‌ها و سازمان‌های مخفی زنان به نبردهای مسلحانه برای مشروطیت دست می‌زدند. برای مثال، در مبارزه‌ای مسلحانه بین موافقان و مخالفان مشروطه در آذربایجان جسد ۲۰ زن در لباس مردانه یافت شده‌است. در سال ۱۲۹۰ وقتی شایعه شد برخی نمایندگان مجلس به خواسته‌های روس‌ها تن داده‌اند حدود ۳۰۰ تن از زنان با تپانچه به مجلس رفتند تا آنان را مجبور به «حراست از آزادی و تمامیت ارضی کشور» کنند.
در آذربایجان قیام زینب پاشا را در دهه ۱۳۱۰ قمری مشاهده می‌کنیم و هنگام اوج‌گیری مبارزات مسلحانه مشروطیت زنان بسیاری مخفیانه در لباس مردان در مبارزات شرکت کرده‌اند و برخی از آنان به‌طور اتفاقی شناخته شده‌اند، مثلاً سربازی بود که جراحت برداشته بود و در درمانگاه از مداوای زخمش امتناع می‌کرد. کار به آنجا رسید که ستارخان به بالین او می‌آید و از او می‌خواهد که «پسرم تو نباید بمیری. ما به نیروی تو، به اراده آهنین تو نیاز داریم. چرا راضی نمی‌شوی زخمت را مداوا کنند؟» و سرباز در گوش او می‌گوید که من زن هستم. مثال ثبت شده دیگر حاکی است که در جریان یکی از مبارزه‌های آذربایجان پس از یافتن اجساد یک گروه ۲۰ نفره از سربازان مشروطه‌خواه، مشخص شد که تمامی آن‌ها زن بودند.
انجمنهای زنان اقدامات غیرقهرآمیز زیادی نیز در دفاع از مشروطیت و نیز وادار کردن انگلیس و روسیه به ترک ایران انجام دادند. از جمله فروختن جواهرات و خرید سهام از دولت در جریان تأسیس بانک ملی توسط مجلس. زنان مبتکر تحریم کالاهای خارجی بودند، مثلاً سعی کردند قهوه‌خانه‌ها را متقاعد کنند برای کاهش مصرف شکر وارداتی تعطیل شوند. این انجمن‌ها میتینگ‌های بزرگی دربارهٔ نقش زنان در جنبش ملی ۱۲۹۰ برای خارج ساختن انگلیس و روسیه از ایران برگزار می‌کردند. جالب آنکه در یکی از مراوده‌های میان انجمن‌های زنان و هیئت روسی، این هیئت تلاش کرده بود زنان را متقاعد کند به دلیل اینکه قانون اساسی ایران حقوق زنان ایران را رعایت نکرده‌است، آن‌ها نیز نباید برای حراست آن تلاش کنند. پاسخ گروه‌های زنان این بوده‌است که آن‌ها خود نیز از شرایط خودشان ناراضی هستند اما مقصر، پیچیدگی‌های سیاسی ناشی از حضور قدرت‌های خارجی است.
گروه‌های زنان در سال ۱۲۹۰ با فعالان حق رای زنان در انگلستان تماس گرفتند و از آنان تقاضا کرده بودند دولت انگلیس از نفوذ سیاسی خود برای حمایت از ایرانی‌ها استفاده کند، که این فعالان پاسخ داده بودند متأسفانه هیچ امتیاز سیاسی در دولت خود و قدرتی برای حمایت مردم ایران ندارند.

## زنان و فتح تهران در جنبش مشروطه
سردار بی بی مریم بختیاری دختر حسینقلی خان ایلخانی، خواهر علیقلی‌خان سردار اسعد و همسر ضرغام السلطنه بختیاری از زنان مبارز عصر مشروطیت است. او از زنان تحصیلکرده و روشنفکر عصر بود که به طرفداری از آزادیخواهان برخاست و در این راه از هیچ چیز دریغ نورزید. وی به مثابه زندگی ایلیاتی در فنون تیراندازی و سوارکاری ماهر بود و چون همسر و جانشین خان بود عده‌ای سوار در اختیار داشت و در مواقع ضروری به یاری مشروطه خواهان می‌پرداخت. سردار بی بی مریم بختیاری، یکی از مشوقان اصلی سردار اسعد بختیاری جهت فتح تهران محسوب می‌شد. وی طی نامه‌ها و تلگراف‌های مختلف بین سران ایل و سخنرانی‌های مهیج و گیرا، افراد ایل را جهت مبارزه با استبداد صغیر (استبداد محمدعلی شاهی) آماده می‌کرد و به عنوان یکی از شخصیت‌های ضداستعماری و استبدادی عصر قاجار مطرح بوده‌است.
سردار بی بی مریم بختیاری قبل از فتح تهران مخفیانه با عده‌ای سوار وارد تهران شده و در خانه پدری حسین ثقفی منزل کرد و به مجرد حملهٔ علیقلی‌خان سردار اسعد به تهران، پشت بام خانه را که مشرف به میدان بهارستان بود سنگربندی نمود و با عده‌ای سوار بختیاری، از پشت سر با قزاق‌ها مشغول جنگ شد. او حتی خود شخصاً تفنگ به دست گرفت و با قزاقان جنگید. نقش او در فتح تهران، میزان محبوبیتش را در ایل افزایش داد و طرفداران بسیاری یافت به‌طوری‌که به لقب سرداری مفتخر شد.

## سازمان‌های زنان
نویسندگان بزرگ مشروطیت مانند کسروی، ملک‌زاده، آدمیت، نظام مافی، محیط مافی، ناظم الاسلام کرمانی، صفائی، دولت‌آبادی، رضوانی در آثار خود اشاراتی به تشکل‌های زنان در انقلاب مشروطیت می‌کنند:
هرچند که به دلیل مخفی عمل کردن بسیاری از این انجمن‌ها اطلاعاتی از آن‌ها در دست نیست. مورگان شوستر نیز در کتاب اختناق ایران می‌نویسد چند بار با این انجمن‌های مشروطه خواه زنان برخورد نزدیک داشته‌است؛ مثلاً یک بار از طریق یکی از منشیان دفتر خزانه به او پیغام می‌دهند که خود و همسرش نباید با سلطنت طلبان رفت‌وآمد داشته باشد. هنگامی که می‌پرسد شما چطور از رفت‌وآمد همسر من اطلاع دارید پاسخ می‌گیرد مادرم که عضو انجمن‌های مخفی زنانه‌است این پیغام را داده‌است.
برخی از انجمن‌های زنان:
- انجمن آزادی زنان در ۱۹۰۷[۲]
- انجمن مخدرات وطن در ۱۲۸۹[۱۰]
- اتحادیه غیبی نسوان در ۱۹۰۷[۲]
- انجمن نسوان ایران در ۱۹۱۰[۲]
- انجمن نسوان وطن در ۱۹۱۰[۲]
- شرکت خیریه خواتین ایران ۱۹۱۰[۲]
- اتحادیه نسوان در ۱۹۱۱[۲]
- انجمن همّت خواتین در ۱۹۱۱[۲]
- شورای هیئت خواتین مرکزی در ۱۹۱۱[۲]

از دیگر نتایج بیداری زنان تأسیس مدارس دخترانه بود که در آن زمان یکی از مهم‌ترین پایه‌های روشنگری محسوب می‌شد.

## پس از انقلاب مشروطه
تنها معدودی از این زنانِ طرفدار مشروطیت، هوادار حقوق زنان بودند اما نخستین زنانی که در جنبش حقوق زنان ایران شرکت کردند یا خودشان از مشروطه‌خواهان و فعالان جنبش ملی دهه ۱۲۸۰ بودند (مانند صدیقه دولت‌آبادی و بانو امیر صحی ماه‌سلطان) یا از خانواده‌های روشنفکر ملی‌گرا بودند (مانند محترم اسکندری). بعد از سرد شدن تب مشروطه‌خواهی، «انبوه زنان بی‌سواد به اندرونی‌های سابق خود بازگشتند» و تنها زنان تحصیل‌کرده و روشنفکر جنبش حقوق زنان را پی گرفتندی.
در این زمان مردان مشروطه‌خواه روشنفکری همچون میرزاده عشقی، محمدتقی بهار، ایرج میرزا و… نیز از جنبش نوخواسته حقوق زنان حمایت می‌کردند به ویژه در حق تحصیل و کنار گذاشتن حجاب. مثلاً در ۱۲ مرداد ۱۲۹۰  محمدتقی وکیل‌الرعایا، نماینده مجلس نخستین بار در ایران برابری زن و مرد را در مجلس شورا مطرح کرده و خواستار حق رأی برای زنان شد که مجلس را شوکه کرد و با مخالفت یکی از روحانیان مجلس مواجه شد.
هرچند که این حمایت‌ها نتوانست نتیجه چندانی داشته باشد، اما درمقایسه با حمایت از خواسته‌های زنان در جریان انقلاب ۱۳۵۷ قابل توجه‌تر بود.

### صدیقه دولت‌آبادی

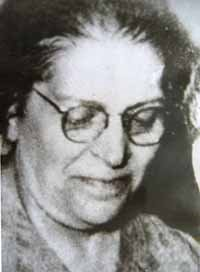
صدیقه دولت‌آبادی در کهنسالی

صدیقه دولت‌آبادی (۱۲۶۱–۱۳۴۰) روزنامه‌نگار ایرانی و از فعالان انقلاب مشروطه و جنبش زنان در ایران است.
او از مؤسسان انجمن مشروطه‌خواهانه انجمن مخدرات وطن بود. همچنین، بعداً از نخستین فعالان حقوق زنان در ایران شد و نشریه زبان زنان را دربارهٔ حقوق زنان منتشر کرد.
دولت‌آبادی در سال ۱۲۶۱ هجری شمسی در اصفهان به دنیا آمد. پدرش  میرزا هادی دولت‌آبادی و مادرش خاتمه بیگم نام داشت. پدرش از روحانیان متجدد آن زمان محسوب می‌شد. صدیقه دولت‌آبادی تحصیلات خود را در فارسی و عربی در تهران آغاز نمود، سپس تحصیلات متوسطه را در دارالفنون ادامه داد. پانزده ساله بود که با  اعتضاد الحکما ازدواج کرد، ولی ازدواجشان با شکست مواجه شد. در سال ۱۲۹۶ شمسی به همت او یکی از نخستین دبستان‌های دخترانه، به نام «مکتب شرعیات» تأسیس شد.
پدرش  سید میرزا هادی دولت‌آبادی از مجتهدین مؤثر محلی و مشهور به رهبری شاخه ازلی بابیه بود. او نماینده صبح ازل در ایران بود.
وقایع منتهی به انقلاب مشروطه فصل جدیدی در زندگی یحیی دولت‌آبادی و برادر کوچکترش علی محمد گشود. آنان در میان اولین اعضای حلقه‌ای کوچک ولی اثرگذار از معتقدان بابیه ازلی بودند که جمال‌الدین واعظ اصفهانی و ملک المتکلمین را نیز شامل می‌شد. افکار شیخ محمد منشادی یزدی - که گفته می‌شد از بابیان ازلی است - در او و جمال الدین واعظ اصفهانی و ملک المتکلمین تأثیر داشته‌است.
صدیقه دولت‌آبادی در روز ۶ مرداد سال ۱۳۴۰ هجری شمسی در سن ۸۰ سالگی در تهران درگذشت. وی در جوار برادرش در قبرستان امامزاده اسمعیل در زرگنده به خاک سپرده شد. عده‌ای مقبره وی را پس از انقلاب ۱۳۵۷ ویران کردند.